# Greeeen
GReeeeN est un groupe de pop rock japonais. Les quatre "e" du nom font référence au nombre de membres.
Les membres du groupe préservent leur anonymité, utilisant des pseudonymes et ne dévoilant jamais leurs vrais visages, dans le but initial de faire passer leurs études de dentiste en priorité. Le logo du groupe, en forme de sourire, fait référence à celles-ci. Ils exercent toujours aujourd'hui une profession de dentiste en parallèle de la musique.
Le film Kiseki: Anohi no sobito est basé sur leur histoire.